# 256 f.Kr.

## Händelser

### Efter plats

#### Romerska republiken
- Rom försöker få ett snabbt slut på stridigheterna i det första puniska kriget och bestämmer sig därför för att invadera de karthagiska kolonierna i Nordafrika, för att tvinga fienden att sluta fred. Man bygger en stor flotta, som inbegriper transportfartyg för armén och dess utrustning samt krigsfartyg som skydd för det hela. Karthago under Hamilkar försöker ingripa, men en styrka under den romerske generalen och konsuln Marcus Atilius Regulus och hans kollega Lucius Manlius Vulso Longus besegrar den karthagiska flottan i slaget vid Kap Ecnomus utanför Siciliens sydkust.
- Efter slaget vid Kap Ecnomus landstiger romarna nära Karthago och börjar härja den karthagiska landsbygden. Den romerska armén framtvingar snart en kapitulation från Clupea, en stad omkring sex mil öster om Karthago. Efter att ha satt upp en romersk försvarsgarnison i staden får de två konsulerna instruktioner från Rom om att Vulso skall avsegla till Rom, och ta största delen av flottan med sig, medan Regulus skall stanna kvar med infanteriet och kavalleriet för att avsluta kriget.

#### Kina
- Luoyang faller utan större motstånd för staten Qins arméer, vilket gör slut på kejsar Zhou Nan Wangs styre. Även om en efterträdare vid namn Dong Zhou Hui Wang utses ses detta traditionellt i Kinas historia som slutet på Zhoudynastin.
- Du Jiang Yans bevattningssystem konstrueras och gör därmed slut på översvämningarna samt bevattnar tusentals kvadratkilometer land genom ett snillrikt konstruerat system.

## Födda
- Liu Bang, grundare av den kinesiska Handynastin

## Avlidna
- Zhou Nan Wang, kung av den kinesiska Zhoudynastin